# 2 złote wzór 1975
2 złote wzór 1975 – moneta dwuzłotowa, wprowadzona do obiegu 3 lipca 1975 r. zarządzeniem z 21 czerwca 1975 r. (M.P. z 1975 r. nr 21, poz. 130), wycofana z obiegu z dniem denominacji z 1 stycznia 1995 roku, rozporządzeniem prezesa Narodowego Banku Polskiego z dnia 18 listopada 1994 (M.P. z 1994 r. nr 61, poz. 541).
Dwuzłotówkę wzór 1975 bito do 1985 roku.

## Awers
W centralnym punkcie umieszczono godło – orła bez korony, poniżej rok bicia, dookoła napis „POLSKA RZECZPOSPOLITA LUDOWA”, a na monetach bitych od 1978 w Warszawie pod łapą orła pojawił się znak mennicy.

## Rewers
Na tej stronie monety znajduje się napis „2 ZŁ”, po bokach i u dołu stylizowane kłosy zboża przewiązane szarfą zwisającą w kształcie litery V. Na samym dole, tylko na monetach bitych w Leningradzie, umieszczono znak projektanta W.K – Wacława Kowalika.

## Nakład
Monetę bito w mosiądzu na krążku o średnicy 21 mm, masie 3 gramów, z rantem ząbkowanym, według projektu Wacława Kowalika, w mennicach w Leningradzie i Warszawie. Nakłady monety w poszczególnych latach przedstawiały się następująco:
| Rocznik      | Mennica   | Znak mennicy | Nakład (sztuk) | Uwagi                                                           |
| ------------ | --------- | ------------ | -------------- | --------------------------------------------------------------- |
| 2 złote 1975 | Leningrad |              | 25 000 000     |                                                                 |
| 2 złote 1976 | Leningrad |              | 60 000 000     |                                                                 |
| 2 złote 1977 | Leningrad |              | 50 000 000     | istnieje odmiana bez liter W.K. na rewersie                     |
| 2 złote 1978 | Leningrad |              | 2 600 000      |                                                                 |
| 2 złote 1978 | Warszawa  | MW           | 2 382 000      |                                                                 |
| 2 złote 1979 | Warszawa  | MW           | 85 751 500     | istnieją monety wybite stemplem lustrzanym1 (nakład 5000 sztuk) |
| 2 złote 1980 | Warszawa  | MW           | 66 610 000     | istnieją monety wybite stemplem lustrzanym (nakład 5000 sztuk)  |
| 2 złote 1981 | Warszawa  | MW           | 40 306 000     | istnieją monety wybite stemplem lustrzanym (nakład 5000 sztuk)  |
| 2 złote 1982 | Warszawa  | MW           | 43 317 500     | istnieją monety wybite stemplem lustrzanym (nakład 5000 sztuk)  |
| 2 złote 1983 | Warszawa  | MW           | 35 244 000     |                                                                 |
| 2 złote 1984 | Warszawa  | MW           | 59 998 500     |                                                                 |
| 2 złote 1985 | Warszawa  | MW           | 100 299 500    |                                                                 |

gdzie: 1 – bicia roczników stemplem lustrzanym wykonano w Mennicy Państwowej na początku lat 90. XX w. w ramach emisji zestawów rocznikowych monet PRL z lat 1979, 1980, 1981, 1982, 1986, 1987, 1988, 1989, 1990

## Opis
W drugiem połowie lat osiemdziesiątych XX w., ze względu na ujednolicenie wzoru awersu monet obiegowych, dwuzłotówka została zastąpiona tym samym nominałem wzoru 1986.
Do dnia denominacji z 1 stycznia 1995, moneta krążyła w obiegu razem z dwuzłotówką aluminiową wzór 1958, o średnicy 27 mm, od:
- 1986 r., z dwuzłotówką mosiężną wzoru 1986, o identycznych parametrach metrologicznych (średnicy 21 mm), a od
- 28 grudnia 1988 r., dwuzłotówką aluminiową wzór 1989, o średnicy 18 mm.

## Wersje próbne
Istnieje wersja tej monety należąca do serii próbnych w niklu (1979) z wypukłym napisem „PRÓBA”, wybita w nakładzie 500 sztuk. Katalogi informują również o istnieniu wersji próbnych technologicznych w żelazie (1975) z wypukłym napisem „PRÓBA” oraz bez napisu „PRÓBA” w aluminium (1983) w nieznanych nakładach.
W 2006 roku na 35. aukcji Warszawskiego Centrum Numizmatycznego pod numerem 692 po raz pierwszy pojawił się konkurencyjny projekt Józefa Markiewicza-Nieszcza dwuzłotówki z 1975 r., niewprowadzony do obiegu, który nie ma swojego odpowiednika w serii monet próbnych niklowych.